# Reinhold von Woedtke
Reinhold Hermann Julius Allwin von Woedtke (* 23. Juli 1828 in Goldbeck, Kreis Fürstenthum; † 1. Juli 1898 in Bial, Kreis Rummelsburg) war ein preußischer Gutsbesitzer, MdA und Landrat.

## Leben
Woedtke besuchte das Gymnasium in Köslin (1842–1847) und die Universität zu Berlin (1847–1850). Er war von 1857 bis 1875 Landrat im Kreis Schlawe und von 1883 bis 1894 im Kreis Greifenberg. Zudem war er von 1870 bis 1873 Mitglied des Preußischen Abgeordnetenhauses und von 1884 bis 1895 Mitglied des Provinziallandtages der Provinz Pommern.
Als Gutsbesitzer war er Herr auf Breitenberg und Bial im Kreis Schlawe.
Er war Sohn von Carl Ferdinand Wilhelm Peter von Woedtke (1782–1839), Herr auf Sydow, Breitenberg, Gross Kartzenburg und Goldbeck, und der Therese Elisabeth Caroline geb. von Wenden (1787–1846). Seit 1853 war verheiratet mit Emmeline Magdalene Rudolfine von Belling (1827–1914). Er hatte vier Söhne. Der Sohn Peter von Woedtke (1864–1927) wurde Bildhauer und war der Vater des Schriftstellers und Schauspielers Fritz von Woedtke. Der General Axel von Woedtke (1848–1920) war sein Neffe.